# 캣츠 앤 독스 2
《캣츠 앤 독스 2》(영어: Cats & Dogs: The Revenge of Kitty Galore 혹은 영어: Cats & Dogs 2 또는 Cats & Dogs 2: The Revenge of Kitty Galore)는 미국과 오스트레일리아에서 제작된 브래드 페이턴 감독의 2010년 첩보 코미디 영화이다. 크리스 오도널 등이 출연하였고, 앤드루 러자 등이 제작에 참여하였다. 이 영화는 2001년 영화 《캣츠 앤 독스》의 단독 속편이며 이전 영화에 비해 동물 캐릭터에 더 초점을 맞추었다.
2010년 7월 30일 워너 브라더스 픽처스에 의해 개봉되었다. 제작비로 8,500만 달러가 소요되었고, 1억 1,310만 달러 수익을 거두었다. 비평가들로부터 대체로 부정 평가를 받았다.

## 줄거리
전 고양이 첩보 기관 요원이 고양이, 개, 인간 모두에게 앙심을 품고 복수를 꿈꾼다. 개와 고양이는 동맹을 맺고 이를 함께 막으려 한다.

## 출연진

### 실사
- 크리스 오도널 - 셰인 라슨 경관 역
- 잭 맥브레이어 - 척 역
- 프레드 아미슨 - 프리드리히 역
- 폴 로드리게스 - 크레이지 칼리토 역
- 키어넌 십카 - 소녀 역
- 패스칼 허턴 - 재키 라슨 역
- 맬컴 스튜어트 - 플레밍 경감 역
- 세이지 브로클뱅크 - 놀이 공원 손님 역

### 목소리
- 제임스 마즈든 - 저먼 셰퍼드 디그스 역
- 닉 놀티 - 캉갈 부치 역
- 크리스티나 애플게이트 - 러시안 블루 캐서린 역
- 캣 윌리엄스 - 전서구 셰이머스 역
- 벳 미들러 - 스핑크스 - 키티 걸로어 역
- 닐 패트릭 해리스 - 비글 루 역
- 숀 헤이스 - 페르시안 팅클스 씨 역
- 월리스 숀 - 이그조틱 쇼트헤어 캘리코 역
- 로저 무어 - 태드 레이전비 사령관 역
- 조 팬털리아노 - 차이니스 크레스티드 피크 역
- 마이클 클라크 덩컨 - 올드 잉글리시 시프도그 샘 역
- 엘리자베스 데일리 - 알비노 쥐 스크럼프셔스 역
- 필 러마 - 로봇 메인쿤 포스 역
- 보니 커훈 - 개 사령부 / 캐서린의 조카 역
- J. K. 시먼스 - 무뚝뚝한 경찰견 역
- 카를로스 알라스라키 - 고양이 사수 역
- 마이클 비티 - 앵거스 맥두걸 역
- 제프 베넷 - 덩컨 맥두걸 역
- 그레이 덜라일 - 잉글리시 불도그 경비 / 캐서린의 조카 / 고양이 첩보 분석가 역
- 로저 잭슨 - 뚱뚱한 고양이 수감자 역
- 범퍼 로빈슨 - 멋진 고양이 / 개 킬러 / 고양이 첩보 분석가 / 슬림 역
- 안드레이 솔리유조 - 거만한 경찰견 역
- 릭 D. 와서먼 - 로키 역
- 캐런 스트래스먼 - 프렌치 푸들 역 (크레디트 미기재)

## 기타 제작진
- 총괄 제작: 브루스 버그먼
- 공동 제작: 미리 윤
- 협력 제작: 데비 보시
- 배역: 크리스티 칼슨
- 미술: 러스티 스미스, 샌디 타나카
- 세트: 캐럴 러밸리
- 의상: 티시 모너핸

## 비디오 게임
동일 타이틀의 비디오 게임이 505 게임스에 의해 개발되었으며 2010년 7월 20일 닌텐도 DS용으로 출시되었다.